# مدرسة موسكو الدولية
مدرسة موسكو الدولية (بالإنجليزية: The International School of Moscow)‏ هي مدرسة دولية خاصة تقع في موسكو، روسيا.

## الروابط الخارجية
1. ↑  "Contact Us." International School of Moscow. "Krylatskoe Campus Address: Krylatskaya Steet 12, Krylatskoe, Moscow, 121552" and "Rosinka Campus Address: Building 41, IRC Rosinka, Krasnogorsky region, Moscow rural, 143442." "نسخة مؤرشفة". مؤرشف من الأصل في 2018-03-05. اطلع عليه بتاريخ 2019-09-05.{{استشهاد ويب}}:  صيانة الاستشهاد: BOT: original URL status unknown (link)

- الموقع الرسمي
- قائمة المدارس الدولية في موسكو